# Saburo Kawabuchi
Saburo Kawabuchi (川淵 三郎, Kawabuchi Saburo, Osaka, 3 december 1936) is een Japans voormalig voetballer die als aanvaller speelde.

## Clubcarrière
In 1957 ging Kawabuchi naar de Waseda-universiteit, waar hij in het schoolteam voetbalde. Nadat hij in 1961 afstudeerde, ging Kawabuchi spelen voor Furukawa Electric. Kawabuchi veroverde er in 1961 en 1964 de Beker van de keizer. 1965 werd de ploeg opgenomen in de Japan Soccer League, de voorloper van de J1 League. In 6 jaar speelde hij er 68 competitiewedstrijden en scoorde 10 goals. Kawabuchi beëindigde zijn spelersloopbaan in 1970.

## Japans voetbalelftal
Saburo Kawabuchi debuteerde in 1958 in het Japans nationaal elftal en speelde 26 interlands, waarin hij 8 keer scoorde.

## Statistieken
| Japans voetbalelftal | Japans voetbalelftal | Japans voetbalelftal |
| Jaar                 | Wed.                 | Dlp.                 |
| -------------------- | -------------------- | -------------------- |
| 1958                 | 2                    | 2                    |
| 1959                 | 9                    | 3                    |
| 1960                 | 1                    | 0                    |
| 1961                 | 6                    | 1                    |
| 1962                 | 6                    | 2                    |
| 1963                 | 0                    | 0                    |
| 1964                 | 0                    | 0                    |
| 1965                 | 2                    | 0                    |
| Totaal               | 26                   | 8                    |